# 伊西姆
伊西姆（法語：Issime，發音：[isim] ⓘ）是意大利瓦莱达奥斯塔大区的一个市镇。总面积35平方公里，人口411人，人口密度11.7人/平方公里（2009年）。ISTAT代码为007036。